# عبد الواحد بلقزيز
عبد الواحد بلقزيز (5 يوليو 1939 - 19 أكتوبر 2021) سياسي ودبلوماسي مغربي، والأمين العام الثامن لمنظمة المؤتمر الإسلامي.

## ولادته ونشأته
ولد الدكتور عبد الواحد بلقزيز في مدينة مراكش المغربية في الخامس من يوليو لعام 1939. أكمل مراحل تعليمه العام في مدينة مراكش ومدينة الرباط حيث حصل على شهادة الثانوية. وحصل على شهادة البكالوريوس من كلية الحقوق بالرباط بالتزامن مع شهادة الدبلوم في الدراسات العليا من كلية باريس. حصل على شهادة دكتور دولة في الحقوق من كلية الحقوق بجامعة رين.

## سيرته العملية
تنقل الدكتور عبد الواحد بلقزيز بين المناصب الرسمية وعمله في مجال السلك التعليمي فكان أول منصب رسمي له عميدا لكلية العلوم القانونية والاقتصادية والاجتماعية بالجامعة المغربية – الرباط – الدار البيضاء – فاس. في 1966. كما شارك في عضوية عدد من اللجان المحلية والدولية حتى صدر قرار تعيينه سفيرا للمغرب في العراق في الفترة ما بين 1977 – 1979. ثم تم تعيينه وزيرا للإعلام للفترة بين 1979 – 1981، ثم وزيرا للإعلام والشبيبة والرياضة بين 1981 حتى 1983. ثم وزيرا للشؤون الخارجية 1983 – 1985 في حكومة العمراني الثالثة. تولّى عمادة جامعة ابن طفيل بالقنيطرة (1992) وعمادة جامعة محمد الخامس بالرباط. وتم تعيينه رئيسا للندوة الوطنية لعمداء الجامعات المغربية في عام 1997. تولّى منصب أمين عام منظمة المؤتمر الإسلامي للفترة من بداية 2001 وحتى نهاية عام 2004.

## جوائز وأوسمة
- وشاح الملك عبد العزيز الطبقة الثانية 1979
- الحمالة الكبرى لوسام الاستحقاق المدني 1979
- وسام الإمبراطورية البريطانية من درجة قائد قسم مدني 1980
- وسام الاستحقاق للسنغال من درجة ضابط كبير. 17/04/1981
- وسام الاستحقاق الوطني للجمهورية الفرنسية من درجة ضابط كبير .1983
- الوسام الأكبر للبرازيل من درجة ريو برانكو 1984.[10]
- وسام العرش من درجة قائد 1994

## وفاته
توفي بتاريخ 19 أكتوبر 2021